# Związek Bezpieczeństwa Kraju
Związek Bezpieczeństwa Kraju – paramilitarna organizacja społeczno-wychowawcza powstała oficjalnie 16 kwietnia 1921 roku. Działała do 23 listopada 1924 roku, kiedy to została włączona do Związku Strzeleckiego jako Samodzielny Okręg Wileński.  

## Działalność
Prezesem Zarządu Głównego został wybrany Aleksander Chomiński. W skład organizacji wchodzili przedstawiciele wszystkich sił politycznych Wileńszczyzny. Związek stawiał sobie na celu krzewienie zmysłu państwowego wśród obywateli, a w dalszej kolejności pracę wojskowo-wychowawczą. Zakładano wiele klubów i organizacji sportowych. Podczas wyborów do Sejmu Litwy Środkowej 8 stycznia 1922 roku członkowie organizacji pilnowali porządku w lokalach wyborczych.

## Struktura organizacyjna
Naczelnym organem Związku była Komenda Główna, która posiadała wydziały: organizacyjny, wojskowy i oświatowy. Najwyższą komórką organizacyjną był okręg, który obejmował swoim obszarem przeważnie jeden powiat. Na czele okręgu stali inspektorzy. Okręgi dzieliły się na obwody, którymi kierowali instruktorzy.

### Okręgi
- Wilno
- Wilno Północ
- Wilno Południe
- Oszmiana
- Święciany